# Knightsbridge

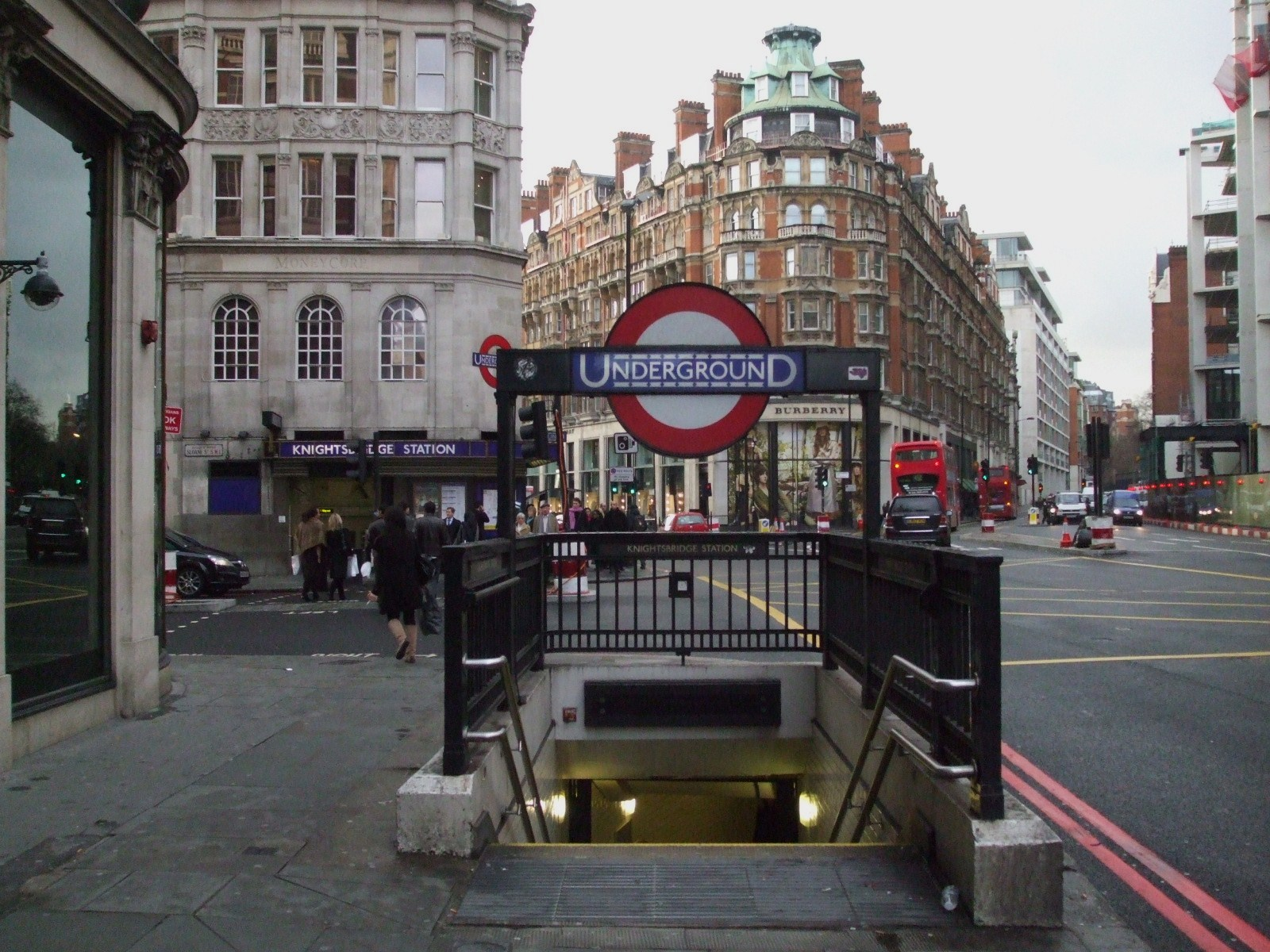
Entré till tunnelbanestation Knightsbridge.

Knightsbridge är en gata som gett namn åt ett område i centrala London. Gatan går längs med södra sidan av Hyde Park, från City of Westminster till Royal Borough of Kensington and Chelsea. Knightsbridge är känt för att vara ett mycket dyrt område att bo i, och för sina många exklusiva butiker; bland annat finns varuhuset Harrods här. 
Under gatan ligger tunnelbanestation Knightsbridge.